# Liphistius batuensis
Liphistius batuensis är en spindelart som beskrevs av H. C. Abraham 1923. Liphistius batuensis ingår i släktet Liphistius och familjen ledspindlar. Inga underarter finns listade i Catalogue of Life.